# Oxyopes caporiaccoi
Oxyopes caporiaccoi là một loài nhện trong họ Oxyopidae.
Loài này thuộc chi Oxyopes. Oxyopes caporiaccoi được Carl Friedrich Roewer miêu tả năm 1951.